# Distretto di Qiaoxi (Zhangjiakou)
Il distretto di Qiaoxi (桥西区S, Qiáoxi QūP) è un distretto della Cina, situato nella provincia di Hebei e amministrato dalla prefettura di Zhangjiakou.